# Storberget (kulle i Finland, Nyland, Raseborg, lat 59,94, long 22,93)
Storberget är en kulle i Finland.   Den ligger i den ekonomiska regionen  Raseborg  och landskapet Nyland, i den södra delen av landet, 110 km väster om huvudstaden Helsingfors. Toppen på Storberget är 33 meter över havet.
Terrängen runt Storberget är platt. Havet är nära Storberget åt sydväst.  Närmaste större samhälle är Hangö, 11,7 km söder om Storberget. 